# حوضه تورگای
حوضه تورگای (به قزاقی: Turgay Depression) یک دره در قزاقستان است که در قزاقستان واقع شده‌است.